# 市瀬由自
市瀬 由自（いちのせ よしみ、1928年4月3日 - 没年不明)は、日本の地理学者、地形学者。

## 人物
長野県下伊那郡竜江村（現飯田市）に生まれ、1948年4月上京し、法政大学高等師範部地歴科に入学、資源科学研究所の嘱託研究員として勤務（1970年3月まで）する傍ら、1953年に文学部地歴科を卒業、新設された法政大学大学院人文科学研究科地理学専攻修士課程の第一期生として入学、1965年には博士課程を修了し、法政大学文学部専任講師、1968年助教授、1970年教授となり、1999年定年退職するまで、多くの学生を指導した。
河川源流部における地滑りや崩壊地の形成、付随する土砂暦の供給と運搬に関する研究に始まり、人間の生活の舞台として位置づけられる沖積平野を主に地殻運動の観点から調査し、平野の形成過程を吟味し、沿岸部の砂丘地形に関する研究や、平野の地形環境と遺跡の立地と分布に関する研究など、地形形成に関与する「河川の作用」をベースに研究を進めた。

## 著作等
- 1952年 「西条平野の地下水（第Ⅰ報）」（『資源研彙報』 27,40-49）
- 1953年 「西条平野の地下水（第Ⅱ報）」（『資源研彙報』 28,77-82）
- 1954年 「本邦高冷地水田の分布とその気温的開発可能限界」（『地理学評論』 27-3,108-116.）